# Persia's got talent

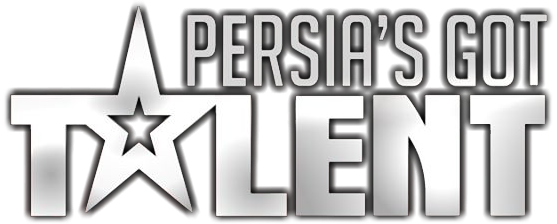

Persia's Got Talent är en spin-off av den brittiska talangshowen Got Talent riktad till persisktalande publik över hela världen, främst i Iran (även känd som "Persia"). Den produceras utanför Iran och sänds sedan på MBC Persia, en del av Central East Broadcasting Center, sedan 31 januari 2020.